# Luxemburg a 2012. évi nyári olimpiai játékokon
Luxemburg a nagy-britanniai Londonban megrendezett 2012. évi nyári olimpiai játékok egyik részt vevő nemzete volt. Az országot az olimpián 7 sportágban 9 sportoló képviselte, akik érmet nem szereztek.

## Asztalitenisz
Női
| Versenyző   | Versenyszám | Selejtező         | 64-es főtábla     | 48-as főtábla                                             | 32-es főtábla     | Nyolcaddöntő      | Negyeddöntő       | Elődöntő          | Döntő             | Helyezés |
| Versenyző   | Versenyszám | Ellenfél Eredmény | Ellenfél Eredmény | Ellenfél Eredmény                                         | Ellenfél Eredmény | Ellenfél Eredmény | Ellenfél Eredmény | Ellenfél Eredmény | Ellenfél Eredmény | Helyezés |
| ----------- | ----------- | ----------------- | ----------------- | --------------------------------------------------------- | ----------------- | ----------------- | ----------------- | ----------------- | ----------------- | -------- |
| Xia Lian Ni | Egyes       | erőnyerő          | erőnyerő          | Ariel Hsing (USA) · 9–11, 12–10, 9–11, 5–11, 12–10, 10–12 | kiesett           | kiesett           | kiesett           | kiesett           | kiesett           | 33.      |

## Cselgáncs
Női
| Versenyző    | Versenyszám | Selejtező                            | Nyolcaddöntő                       | Negyeddöntő                        | Elődöntő          | Vigaszág elődöntő                          | Bronz- mérkőzés                                 | Döntő             | Helyezés |
| Versenyző    | Versenyszám | Ellenfél Eredmény                    | Ellenfél Eredmény                  | Ellenfél Eredmény                  | Ellenfél Eredmény | Ellenfél Eredmény                          | Ellenfél Eredmény                               | Ellenfél Eredmény | Helyezés |
| ------------ | ----------- | ------------------------------------ | ---------------------------------- | ---------------------------------- | ----------------- | ------------------------------------------ | ----------------------------------------------- | ----------------- | -------- |
| Marie Muller | Harmatsúly  | Ana Carrascosa (ESP) · 020(1)–000(0) | María García (DOM) · 101(1)–000(2) | Yanet Bermoy (CUB) · 000(2)–001(1) |                   | Christianne Legentil (MRI) · 010(1)–000(2) | Rosalba Forciniti (ITA) · 000(1)–000(0) (bírói) |                   | 5.       |

## Íjászat
Férfi
| Versenyző     | Versenyszám | Selejtező | Selejtező | 64-es főtábla                      | 32-es főtábla     | Nyolcaddöntő      | Negyeddöntő       | Elődöntő          | Döntő             | Helyezés |
| Versenyző     | Versenyszám | Pont      | Kiemelt   | Ellenfél Eredmény                  | Ellenfél Eredmény | Ellenfél Eredmény | Ellenfél Eredmény | Ellenfél Eredmény | Ellenfél Eredmény | Helyezés |
| ------------- | ----------- | --------- | --------- | ---------------------------------- | ----------------- | ----------------- | ----------------- | ----------------- | ----------------- | -------- |
| Jeff Henckels | Egyéni      | 654       | 49        | Rick van der Ven (NED) (16.) · 2–6 | kiesett           | kiesett           | kiesett           | kiesett           | kiesett           | 33.      |

## Kerékpározás

### Országúti kerékpározás
Férfi
| Versenyző      | Versenyszám   | Idő             | Helyezés |
| -------------- | ------------- | --------------- | -------- |
| Laurent Didier | Mezőnyverseny | 5:46:37 (+0:40) | 64.      |

Női
| Versenyző         | Versenyszám   | Idő             | Helyezés |
| ----------------- | ------------- | --------------- | -------- |
| Christine Majerus | Mezőnyverseny | 3:35:56 (+0:27) | 21.      |

## Sportlövészet
Női
| Versenyző     | Versenyszám | Selejtező | Selejtező | Döntő   | Döntő    |
| Versenyző     | Versenyszám | Pont      | Helyezés  | Pont    | Helyezés |
| ------------- | ----------- | --------- | --------- | ------- | -------- |
| Carole Calmes | Légpuska    | 390       | 48.       | kiesett | kiesett  |

## Tenisz
Férfi
| Versenyző     | Versenyszám | 64-es főtábla                 | 32-es főtábla                                 | Nyolcaddöntő      | Negyeddöntő       | Elődöntő          | Bronz- mérkőzés   | Döntő             | Helyezés |
| Versenyző     | Versenyszám | Ellenfél Eredmény             | Ellenfél Eredmény                             | Ellenfél Eredmény | Ellenfél Eredmény | Ellenfél Eredmény | Ellenfél Eredmény | Ellenfél Eredmény | Helyezés |
| ------------- | ----------- | ----------------------------- | --------------------------------------------- | ----------------- | ----------------- | ----------------- | ----------------- | ----------------- | -------- |
| Gilles Müller | Egyes       | Adrian Ungur (ROU) · 6–3, 6–3 | Denis Istomin (UZB) · 7–6(7–4), 6–7(3–7), 5–7 | kiesett           | kiesett           | kiesett           | kiesett           | kiesett           | 17.      |

## Úszás
Férfi
| Versenyző           | Versenyszám  | Előfutam | Előfutam | Előfutam | Elődöntő | Elődöntő | Elődöntő | Döntő   | Döntő    |
| Versenyző           | Versenyszám  | Idő      | Hely.    | Össz.    | Idő      | Hely.    | Össz.    | Idő     | Helyezés |
| ------------------- | ------------ | -------- | -------- | -------- | -------- | -------- | -------- | ------- | -------- |
| Laurent Carnol      | 100 m mell   | 1:01,46  | 1.       | 26.      | kiesett  | kiesett  | kiesett  | kiesett | kiesett  |
| Laurent Carnol      | 200 m mell   | 2:10,83  | 5.       | 12.      | 2:11,17  | 8.       | 15.      | kiesett | kiesett  |
| Raphaël Stacchiotti | 200 m vegyes | 2:00,38  | 2.       | 17.      | kiesett  | kiesett  | kiesett  | kiesett | kiesett  |
| Raphaël Stacchiotti | 400 m vegyes | 4:17,20  | 2.       | 18.      |          |          |          | kiesett | kiesett  |